# Tihuța-Pass
Der Tihuța-Pass [ˈtihutza] (rumänisch Pasul Tihuța, ungarisch Borgói-hágó, auch als Borga-, Borgo- oder Bârgău-Pass bezeichnet) ist ein Gebirgspass in den Ostkarpaten, im Bârgău-Gebirge, im Norden von Rumänien. Er befindet sich auf 1200 m Höhe.

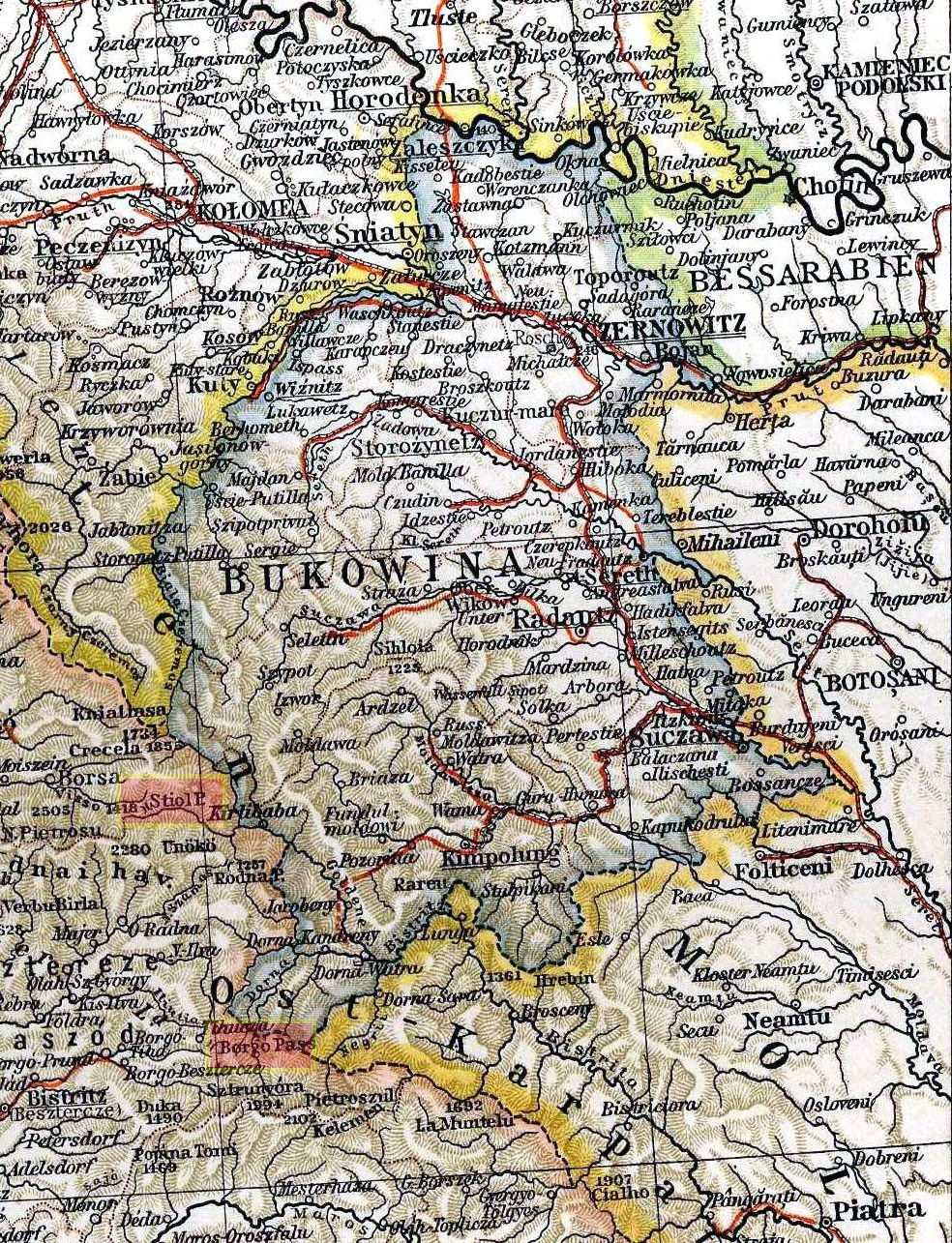
Stiol-Pass (oben) und Borgo-Pass (unten) in einer Karte von 1901. Spätere Hervorhebung der beiden Pässe in roter Farbe

Die Passstraße Drum național 17 verbindet die Stadt Bistrița (Siebenbürgen) im Westen mit dem Kur- und Wintersportort Vatra Dornei im Osten. Weiter östlich führt die Straße über die Bukowina in die Republik Moldau. Sie führt durch dünn besiedelte Gegenden einer Mittelgebirgslandschaft, in der heute noch Bären und Wölfe ihr Zuhause haben. Der Pass unterteilt die Ostkarpaten in einen nördlichen und einen mittleren Abschnitt.
Über den Pass führte im Ersten Weltkrieg die k. u. k. Kraftwagenbahn No. 1.

## Literarischer Schauplatz
Der Pass ist, unter dem Namen Borgo-Pass, einer der Schauplätze des 1897 veröffentlichten Romans Dracula des Schriftstellers Bram Stoker, der diesen Ort jedoch niemals besucht, sondern ihn frei nach seiner Phantasie gestaltet hat.